# Майкъл Хигинс
Майкъл Даниъл Хигинс (на английски: Michael Daniel Higgins) е ирландски писател, социолог и политик, настоящ президент на Ирландия от 11 ноември 2011 г.

## Биография
Той е роден в Лимерик на 18 април 1941 г. През 1973 – 1977 и 1983 – 1987 г. е сенатор, а през 1981 – 1982 и 1983 – 1987 г. – депутат в парламента. През 1993 – 1994 и 1994 – 1997 е министър на културата. През октомври 2011 г. е избран за президент на Ирландия и на 11 ноември встъпва в длъжност.